# جوزيف كراوز
جوزيف كراوز (بالألمانية: Gottlob Krause)‏ هو مستكشف ألماني، ولد في 5 يناير 1850 في Ockrilla ‏ في ألمانيا، وتوفي في 19 فبراير 1938 في زيورخ في سويسرا.